# Pascal Greggory
Pascal Greggory (Parijs, 8 september 1954) is een Franse acteur. Hij werkt heel dikwijls samen met auteurs-cineasten.

## Leven en werk

### Afkomst en eerste stappen
Greggory was de jongste telg uit een keurig protestants gezin, zijn vader was zakenman. Op zijn twaalfde sloot de jonge Greggory zich aan bij het koor van de Parijse Opera. Hij volgde toneellessen bij Jean Périmony en als vrij leerling woonde hij ook lessen bij aan het Conservatorium van Parijs.
Hij maakte zijn debuut op de planken in 1974. Een jaar later speelde hij in een stuk van schrijver-fotograaf François-Marie Banier met wie hij een zeven jaar durende relatie aanging.
In de filmwereld debuteerde hij bescheiden als een ziekenhuispatiënt in het succesvolle drama Docteur Françoise Gailland (1976). Hij ontmoette later André Téchiné van wie hij voor het eerst een belangrijke rol kreeg: in het biografisch drama Les Sœurs Brontë (1979) speelde hij de getormenteerde Branwell Brontë, de enige broer van Charlotte, Emily en Anne Brontë. Ondanks de aanwezigheid van Isabelle Huppert, Isabelle Adjani en Marie-France Pisier behaalde de film niet het verhoopte succes. Greggory's carrière kwam vooralsnog niet van de grond.

### Jaren tachtig
In 1982-1983 deed hij een tweede belangrijke ontmoeting: Nouvelle Vaguecineast Éric Rohmer bood hem aanlokkelijke rollen aan in zijn tragikomedies Le Beau Mariage en Pauline à la plage. Hij speelde daarna enkele keren onder regie van actrices Arielle Dombasle en Rosette die hij had leren kennen op de filmsets van Rohmer.
Zijn imago van mooie jongen leverden hem ietwat gladde en kleurloze rollen op die hem niet echt bevredigden. Daarom focuste hij zich vanaf het midden van de jaren tachtig meer en meer op het toneel waar hij in stukken van Heinrich von Kleist en Rohmer werd geregisseerd door Rohmer zelf en in Hamlet (Shakespeare) door Patrice Chéreau van wie hij de levensgezel werd.

### Jaren negentig
Vanaf de jaren negentig vond zijn filmcarrière een tweede adem dankzij de films waarvoor Rohmer en Chéreau hem vroegen. In Rohmers L'Arbre, le Maire et la Médiathèque (1993), voor de zevende keer aan de zijde van Arielle Dombasle, kreeg hij de hoofdrol. Chéreau bedacht hem met intense bijrollen in het veelvuldig gelauwerde historisch drama La reine Margot (1994) en in het drama Ceux qui m'aiment prendront le train (1998). In het pregnant gevangenisdrama Zonzon (1998) was hij een van de drie gedetineerden die door hun gedwongen samenleven moeizaam leerden begrijpen wat echte vrijheid was.
Hij nam zowel hoofd- als bijrollen voor zijn rekening. Zo maakte hij deel uit van de prestigieuze cast van Le Temps retrouvé (1999), Raoul Ruiz' verfilming van het gelijknamige laatste deel van Prousts À la recherche du temps perdu.
In datzelfde jaar incarneerde hij de Franse hertog Jan II van Alençon in de historische oorlogsfilm The Messenger: The Story of Joan of Arc, en dit vijf jaar na zijn vertolking van de hertog van Anjou, de latere Hendrik III van Frankrijk, in La reine Margot.
Hij bleef echter ook bedrijvig op de bühne als vertolker van onder meer Strindberg en Botho Strauss (in een regie van Chéreau). Hij behaalde heel wat succes met zijn rol van de klant in het in 1996 met de Molière voor beste regie bekroonde stuk Dans la solitude des champs de coton van de aan Aids overleden toneelschrijver Bernard-Marie Koltès. Patrice Chéreau regisseerde het stuk en speelde de andere hoofdrol van dealer. De glansrollen van Greggory en Chéreau werden in datzelfde jaar vastgelegd in een door Chéreau gedraaide televisiefilm.

### Drukke jaren tweeduizend
Greggory zette het nieuwe millennium sterk in met beklijvende hoofdrollen in auteursfilms: naast Sophie Marceau in het drama La Fidélité (Andrzej Zulawski, 2000), naast Nathalie Richard in de zedenkomedie La Confusion des genres (2000) en in het drama Raja (Jacques Doillon, 2003). Na meer dan twintig jaar kruiste hij opnieuw het pad van Isabelle Huppert in het psychologisch drama La Vie promise (Olivier Dahan, 2002) waarin hij als gevangene in voorwaardelijke vrijheid samen op de vlucht is met ex-prostituee Huppert en haar dochter.
Voor Chéreau draaide hij in die jaren het medisch drama Son frère (2003) en het ontnuchterend huis clos-relatiedrama Gabrielle (Patrice Chéreau, 2005), naar een novelle van Joseph Conrad, waarin hij en zijn vrouw, opnieuw Isabelle Huppert, na tien jaar huwelijk beseffen dat ze liefdeloos samenleven.
Ook mooie bijrollen waren voor hem weggelegd: in de avonturenfilm Arsène Lupin behoedde hij Arsène Lupin (Romain Duris) voor de gevaarlijke gravin van Cagliostro. In het spannende wraakdrama La tourneuse de pages (2006) vroeg hij als advocaat zijn jonge stagiaire of ze oppas voor zijn zoontje wou zijn. Zijn echtgenote, een verzwakte depressieve pianiste, verpestte als jurylid tien jaar geleden echter het toelatingsexamen van het conservatorium van de stagiaire en ze herkent de jonge vrouw nu niet meer. Aan zijn bijrol als begripvolle manager die Édith Piaf met vaste hand probeert te leiden en tegen zichzelf in bescherming te nemen in de dramatische biopic La Môme (Olivier Dahan, 2007) hield hij een nominatie over voor de César voor beste acteur in een bijrol.
In 2008 werkte hij samen met twee Duitse cineasten die bekendstonden om hun persoonlijke aanpak: onder regie van Helma Sanders-Brahms vertolkte hij Robert Schumann in de biopic Clara. In Nuit de chien van Werner Schroeter, gebaseerd op een vroege roman van Juan Carlos Onetti, probeert hij als verzetsman te ontsnappen aan een ontketende dictatuur. Andere auteurs-cineasten met wie hij in die tijd meerdere films draaide waren Jacques Doillon en Maïwenn.
In het theater bleef Greggory ook onverminderd bezig. Hij speelde onder meer in werk van de Scandinavische auteurs Kaj Munk en Jon Fosse (een van de laatste regies van Chéreau) en van Harold Pinter.

### Televisie
Van meet af aan was Greggory ook te zien op het kleine scherm. Naast zijn werk met andere regisseurs draaide hij zowel met Rohmer als met Chéreau een paar televisiefilms.

### Privéleven
Omstreeks 1989 werd Pascal Greggory de levensgezel van Patrice Chéreau. Daarvoor was hij de levensgezel van François-Marie Banier.

## Filmografie
- 1976 - Docteur Françoise Gailland (Jean-Louis Bertuccelli)
- 1977 - Madame Claude (Just Jaeckin)
- 1979 - Les Sœurs Brontë (André Téchiné)
- 1982 - Chassé-croisé (Arielle Dombasle)
- 1982 - Le Beau Mariage (Éric Rohmer)
- 1983 - Pauline à la plage (Éric Rohmer)
- 1985 - La Nuit porte-jarretelles (Virginie Thévenet)
- 1988 - Les Pyramides bleues (Arielle Dombasle)
- 1988 - La Couleur du vent (Pierre Granier-Deferre)
- 1992 - Villa mauresque (Patrick Mimouni)
- 1993 - L'Arbre, le Maire et la Médiathèque (Éric Rohmer)
- 1993 - La Soif de l'or (Gérard Oury)
- 1994 - La reine Margot (Patrice Chéreau)
- 1997 - Lucie Aubrac (Claude Berri)
- 1998 - Ceux qui m'aiment prendront le train (Patrice Chéreau)
- 1998 - Zonzon (Laurent Bouhnik)
- 1999 - Le Temps retrouvé (Raoul Ruiz)
- 1999 - The Messenger: The Story of Joan of Arc (Jeanne d'Arc) (Luc Besson)
- 2000 - La Fidélité (Andrzej Zulawski)
- 2000 - La Confusion des genres (Ilan Duran Cohen)
- 2001 - Un ange (Miguel Courtois)
- 2002 - Nid de guêpes (Florent Emilio Siri)
- 2002 - La Vie promise (Olivier Dahan)
- 2002 - 24 Heures de la vie d'une femme (Laurent Bouhnik)
- 2003 - Raja (Jacques Doillon)
- 2003 - Son frère (Patrice Chéreau)
- 2004 - Arsène Lupin (Jean-Paul Salomé)
- 2005 - Gabrielle (Patrice Chéreau)
- 2006 - La tourneuse de pages (Denis Dercourt)
- 2006 - Pardonnez-moi (Maïwenn)
- 2007 - La Môme (Olivier Dahan)
- 2007 - La France (Serge Bozon)
- 2008 - Le Bal des actrices (Maïwenn)
- 2008 - Clara (Helma Sanders-Brahms)
- 2008 - Nuit de chien (Werner Schroeter)
- 2009 - Walled In (Gilles Paquet-Brenner)
- 2010 - Le Mariage à trois (Jacques Doillon)
- 2010 - Quartier lointain (Sam Garbarski)
- 2012 - Bye Bye Blondie (Virginie Despentes)
- 2014 - Mon amie Victoria (Jean-Paul Civeyrac)
- 2015 - Le Dos rouge (Antoine Barraud)
- 2016 - Tout de suite maintenant (Pascal Bonitzer)
- 2017 - Le Serpent aux mille coupures (Eric Valette)
- 2018 - 9 doigts (F. J. Ossang)
- 2018 - Méprises (Bernard Declercq)
- 2018 - 3 Aventures de Brooke (Yuan Qing)
- 2019 - L'Heure de la sortie (Sébastien Marnier)
- 2019 - Doubles Vies (Olivier Assayas)
- 2019 - Sœurs d'armes (Caroline Fourest)
- 2019 - Notre-Dame  du Nil (Atiq Rahimi)
- 2019 - Frankie (Ira Sachs)
- 2019 - Saturday Fiction (Lou Ye)
- 2022 - Un beau matin (Mia Hansen-Løve)
- 2023 - Jeanne du Barry (Maïwenn)

## Prijzen en nominaties

### Prijzen
- 1999 - Ceux qui m'aiment prendront le train : Étoile d'or voor beste mannelijke revelatie

### Nominaties

#### César voor beste acteur
- 1999 - Ceux qui m'aiment prendront le train
- 2001 - La Confusion des genres

#### César voor beste acteur in een bijrol
- 2008 - La Môme

- Biblioteca Nacional de España: XX1632580
- Bibliothèque nationale de France: cb13894706s (data)
- Gemeinsame Normdatei: 140376143
- International Standard Name Identifier: 0000 0003 9914 2115
- Library of Congress Control Number: no2001005464
- Nationale Bibliotheek van Tsjechië: xx0173587
- Nationale bibliotheek van Australië: 42411385
- Nationale Bibliotheek van Israël: 987007398497205171
- Nederlandse Thesaurus van Auteursnamen: 213706768
- Système universitaire de documentation: 109181646
- Trove: 1457906
- Virtual International Authority File: 46946531
- WorldCat: E39PBJfX739JBTGDKbtvctY3wC